# 阮文銳
阮文銳（1938年8月20日—2022年11月30日），聖名伯多祿（Phêrô），越南共和國政治人物，曾任越南共和國衆議員、參議員。

## 生平
1938年8月20日（越南共和國時期資料作1938年，訃告作1936年），阮文銳出生於北寧教區忠來（Trung Lai）堂區（屬北江省）。
1962年至1967年，在高中任教。
1967年10月22日，當選越南共和國衆議員，任1968年至1969年衆議院副總祕書。
1971年衆議員任期結束後，曾進入總統府工作。
1973年至1975年（原定任期至1979年，因越南共和國政權滅亡而提前終止）任越南共和國參議員。
2022年11月30日，阮文銳在美國加利福尼亞州拉古納希爾斯自宅去世，享壽86歲。

## 外部鏈接
- Ong PHERO NGUYEN NHUE Obituary - Westminster, CA （页面存档备份，存于）